# جلكى عاضة
الجلكى العاضة (الاسم العلمي:Mordacia) هي جنس من الحيوانات المائية يتبع فصيلة الجلكية من رتبة الجلكيات.

## أنواع
- جلكى أسترالية (الاسم العلمي:Mordacia mordax)
- جلكى نهرية أسترالية (الاسم العلمي:Mordacia praecox)
- جلكى تشيلية (الاسم العلمي:Mordacia lapicida)